# Pługofrezarka
Pługofrezarka – kombinowana maszyna uprawowa, zawierająca korpus płużny oraz wirnik z ostrzami rozdrabniającymi skibę.
Korpus pługa lemieszowego jest zmodyfikowany poprzez odcięcie części skrzydła odkładnicy. Przy każdym korpusie płużnym znajduje się element czynny w postaci pionowego wirnika zaopatrzonego w ostrza najdłuższe na górze i coraz krótsze niżej. Wirnik z nożami, zwany jest frazem. Wirnik napędzany jest z wałka WOM poprzez przekładnie.
Korpus płużny wpierw wycina skibę, następnie jest ona podnoszona, obracana i częściowo kruszona, a dopiero później jest rozdrabniana i odrzucana przez spulchniacze.
Rola po zastosowaniu pługofrezarki jest rozdrobniona i mniej zwięzła niż po orce. Pługofrezarka dobrze miesza nawozy, obornik i resztki pożniwne. Nie pogarsza właściwości chemicznych i fizycznych gleby nawet przy wieloletnim jej stosowaniu. Na polach w mniejszej kulturze może w niewielkim stopniu zwiększyć zachwaszczenie. Pługofrezarki nie można stosować na glebach kamienistych.
Obecnie nieprodukowana i praktycznie nie stosowana do uprawy roli. Jednoskibowa odmiana pługofrezarki, w której głównym zadaniem freza jest kształtowanie skiby w wałek (rabatowałek), jest stosowana głównie w uprawach leśnych na terenach podmokłych. 